# Bojano
Bojano (Buiàne in molisano) è un comune italiano di 7 528 abitanti della provincia di Campobasso in Molise. Fa parte dell'Unione dei comuni delle Sorgenti del Biferno insieme a Spinete, San Massimo, Campochiaro, Colle d'Anchise, Guardiaregia e San Polo Matese. Importante città dei Sanniti, capitale del territorio dei Pentri, fu conquistata dai Romani nel III secolo a.C. a seguito della battaglia di Boviano. Colonia poi municipio romano, nel 500 era già diocesi cristiana. Facente parte del Ducato di Benevento, nel periodo longobardo, fu sede di un gastaldato, e nel secolo XI divenne capoluogo della contea normanna dei De Moulins, infine Comitatus Molisii Contado di Molise. Divenuta feudo quotato entrò in possesso di varie famiglie nobiliari, come i Pandone, i Carafa e i De Lannoy. Conobbe un certo declino a seguito del terremoto del 1805 e visse duramente la seconda guerra mondiale.

## Geografia fisica

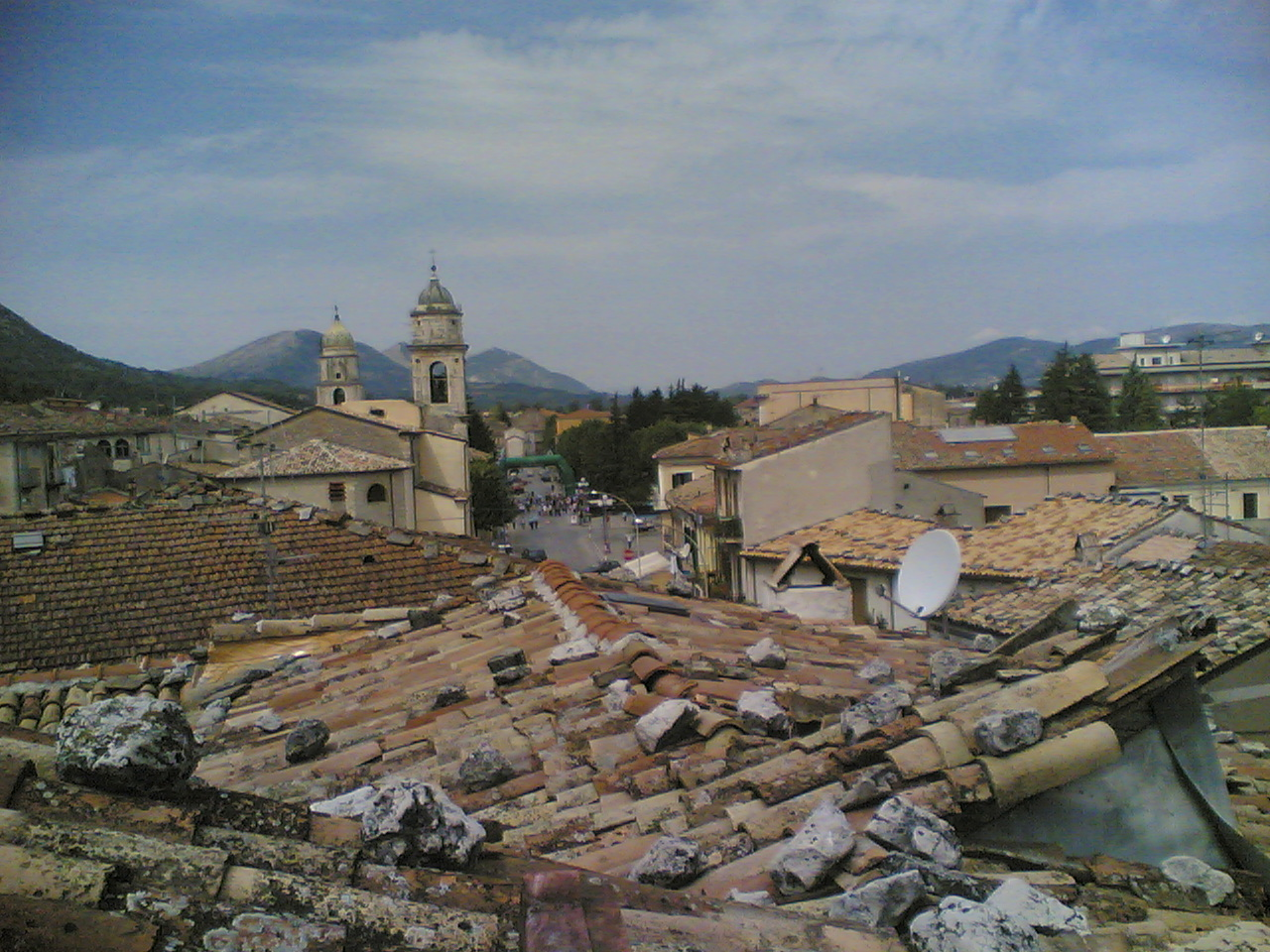
Bojano

Sorge ai piedi del Monte La Gallinola (1.923 m), seconda cima del Matese, massiccio che segna il confine tra la Campania e il Molise, a poca distanza dalla cima del Monte Miletto (2.050 m).

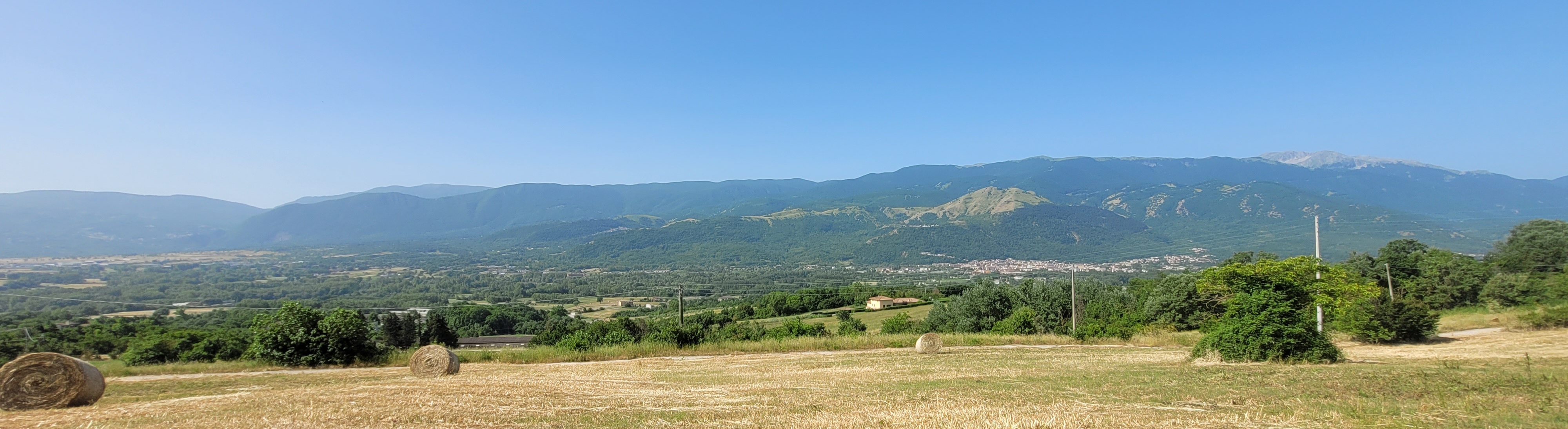
Versante Molisano del Massiccio del Matese.

L'abitato principale si trova a circa 480 metri sul livello del mare, al centro della piana omonima, dominato dalle alture di Civita (850 m) e del Monte Crocella (1.040 m). Numerose sono le frazioni per cui la popolazione di circa 8 000 abitanti risulta solo parzialmente concentrata nell'abitato principale, il quale raggiunge le 6 000 unità. Tra le frazioni segnalate tre hanno dimensione notevole: Monteverde, centro prevalentemente agricolo, costruito dagli abitanti di Bojano a seguito del terremoto del Molise del 1805 che rase al suolo la città (la chiesa parrocchiale è dedicata a Sant'Emidio, protettore dai terremoti; nei pressi anche il monastero di Santa Maria di Monteverde) nella piana in posizione più discosta dalle pendici del Matese, a nord di Bojano; Civita Superiore (già Rocca Bojano e Civita di Bojano), borgo normanno che si trova in montagna in posizione dominante rispetto all'abitato cittadino; Castellone, borgata anch'essa prevalentemente agricola a circa 4 km in direzione ovest rispetto a Bojano.
Il territorio comunale è ricchissimo di sorgenti, fra cui vanno segnalate in località Pietre Cadute quelle del fiume Biferno, il più lungo tra quelli con corso interamente in Molise, e di alcuni suoi affluenti, tra cui la Callora (torrente, con sorgenti in alta montagna) e il Calderari (sorgente in località Santa Maria dei Rivoli) che attraversa per un lungo tratto l'abitato prima di congiungersi appena al di fuori di esso con il Biferno. In località Alifana sono presenti piccoli laghi artificiali per la pesca sportiva.
Il territorio propriamente montuoso è coperto di vasti boschi, prevalentemente di castagno, faggio, quercia, cerro.

## Storia

### Origini e la fondazione dei Sanniti (I millennio a.C.)
Il Matese è una delle zone europee di prima popolazione umana, come testimoniano gli importanti rinvenimenti paleolitici di Isernia. In epoca storica la prima popolazione stanziata nel Sannio di cui si abbia notizia certa è quella degli Opici (o Osci), di stirpe indoeuropea. Successivamente, intorno al VII secolo a.C., queste popolazioni vennero travolte dalle migrazioni di genti di stirpe italica con cui si fusero. La migrazione in questione, che dette origine al popolo sannita trova posto in diverse fonti dell'antichità, in particolare nell'opera del geografo greco Strabone.

#### Strabone: colonizzazione dei Sanniti del Molise e teatro di Pietrabbondante
Questi narra come, a seguito di una guerra tra Umbri e Sabini (genti di stirpe italica, strettamente apparentate per stirpe e lingua) questi ultimi, risultati vincitori, promulgarono un Ver Sacrum (Primavera Sacra) in onore del dio Mamerte (corrispondente al Mars latino e l'Ares greco). Nella primavera successiva i frutti della terra e gli animali nativi furono offerti al dio, mentre i fanciulli vennero inviati, una volta cresciuti, a colonizzare nuove terre guidati dall'animale sacro al dio a cui erano stati consacrati, il bue; capo della spedizione era Como (o Comino) Castronio. Strabone racconta che l'animale si fermò ai piedi di un colle chiamato Samnium e da lì il popolo prese nome. Altre versioni fanno risalire la fondazione di Bojano a quell'evento, facendo fermare l'animale alle fonti del Biferno per dissetarsi. Lì sarebbe stata fondata la città di Bovaianum (il nome osco della città è noto da iscrizioni recuperate nel santuario sannita di Pietrabbondante) il cui nome chiaramente rimanda al bove. Il punto di partenza della migrazione è il laghetto di Cutilia, nel territorio di Rieti, ritenuto nell'antichità l'ombelico d'Italia. Da notare come in lingua osca tanto il Sannio quanto la Sabina, per sottolinearne lo stretto legame, sono indicati come Safinim. La distinzione del tradurre distintamente i due termini risale alla lingua latina.

### Leggenda di fondazione
La leggenda viene ritenuta molto attendibile, perché l'usanza storica del Ver Sacrum è documentata in tutte le tribù italiche da riscontri storici, archeologici, linguistici e genetici.
Altra leggenda, questa volta assolutamente non attendibile, è quella che vede i Sanniti discendenti degli spartiati. Questa leggenda fu creata dai greci di Taranto (colonia di Sparta) per adulare il potente vicino in ottica anti-latina, come contraltare alla leggenda che vede Roma fondata dai troiani. Dell'insediamento di epoca sannita non si conoscono molti dati, l'abitato si sviluppava tra l'area di Civita Superiore posta a 756 metri e la parte pianeggiante, dove sorse il nucleo centrale romano. La porzione più elevata doveva costituire l'arx, anche se la costruzione successiva del Castello Pandone ne ha cancellato le tracce, in quest'area comunque è emerso molto materiale che documenterebbe il circuito murario in opera poligonale dei Sanniti.
Altra parte fortificata doveva essere il monte Crocella a difesa dell'insediamento che vi sorgeva, a 1040 metri, di cui si conserva una piccola cinta difensiva a pianta poligonale, con perimetro di 110 metri, e uno di 900 metri, dove è stato rinvenuto materiale riferibile al III-II sec. a.C., più una cisterna.

### Epoca del IV secolo a.C. e sviluppo di Bovianum
Nel IV secolo a.C. il Sannio era organizzato come una federazione di quattro tribù (Pentri, Caudini, Irpini e Carricini). La tribù dei Pentri, che popolavano la zona compresa tra il Matese e le Mainarde e la cui capitale fu dapprima Aquilonia, città di cui ancora oggi non è certa l'ubicazione, poi Bojano. La Lega Sannitica si trovò presto a cozzare contro l'espansionismo romano verso i Campani, tribù italica che condivideva con i Sanniti origine, razza e lingua (la conquista della Campania da parte dei Sanniti avvenne tra il VI e il V secolo a.C.).

### Epoca romana e le guerre sannitiche

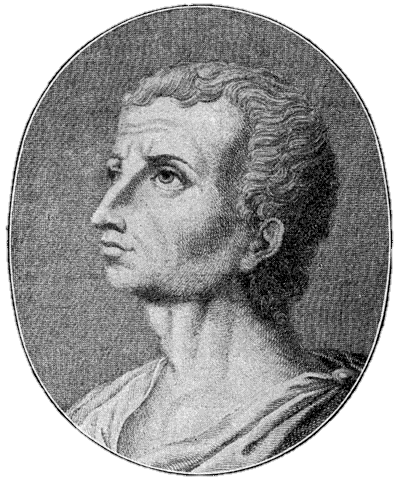
Tito Livio nella sua opera descrisse i Sanniti e le battaglie di Bovianum nelle guerre sannitiche

Da qui scaturirono le tre guerre sannitiche. La prima in realtà si sospetta che si sia limitata a una serie di scaramucce di poco conto. Nel 354 a.C. i due popoli avevano negoziato un trattato che vedeva nel basso corso del fiume Liri il confine tra le zone di influenza dell'una e l'altra parte. Entrambi i popoli aggredirono le popolazioni che li separavano dal raggiungere questo confine ma senza superare il confine stabilito, fin quando i Romani contravvennero all'accordo inviando truppe a Capua per contrastare la conquista sannita della Campania e scatenando la guerra, che durò poco e si concluse con la cacciata dei Romani nelle loro zone di influenza e in un nuovo trattato, tanto che nella guerra latina fu proprio grazie ai Sanniti che i Romani ebbero la meglio sugli Arunci.

### Ruolo di Bovianum nella guerra secondo Tito Livio
Tito Livio descrive la Bovianum, nome latino di Bojano, di quel periodo come di gran lunga la più forte tra le città del Sannio per uomini e mezzi. Avrebbe avuto, secondo Appiano, tre cittadelle fortificate a guardia dell'abitato. In effetti di due di queste sono state rinvenute testimonianze archeologiche sul Monte Crocella e a Civita.
Roma disattese nuovamente il trattato nel 328 a.C. fondando una colonia, Fregellae, sulla sponda sinistra del Liri e trattando alleanze con Napoli e Taranto, scatenando la seconda Guerra Sannitica. Dopo qualche anno di scaramucce non decisive il senato Romano decise di sfidare i Sanniti in una battaglia decisiva, inviando i due eserciti consolari in territorio nemico per penetrare in terra pentra. Il meddix tuticus (la più alta magistratura italica) sannita Gaio Ponzio, tuttavia sbaragliò con abile manovra l'esercito avversario alle Forche Caudine. Contrariamente a quanto consigliava Erennio Ponzio, padre di Gaio e studioso famoso per i suoi contatti con Platone e Archita, però l'esercito non fu massacrato, ma fu concesso ai soldati di tornare in patria dopo aver subito l'umiliazione del giogo. Ne risultarono un trattato di pace molto favorevole ai Sanniti che prevedeva cinque anni di pace. Durante questo periodo però i Romani fecero tesoro dalla sconfitta e proprie le tecniche belliche dei Sanniti, adottandone la forma degli scudi e l'uso della lancia (il pilum). Nel 316 a.C. i Romani stabilirono alleanze con gli Apuli e riaprirono le ostilità su un fronte molto ampio. Se prevalsero in Apulia e nella valle del Liri, in Campania dovettero soccombe ai Sanniti guidati da Gaio Ponzio, che puntò su Roma, che dovette dichiarare la dittatura. Solo l'arrivo di armate spartane nella Magna Graecia nel 313 a.C. impedì l'avanzata, salvando Roma e consentendo ai Latini di riguadagnare il controllo del basso Lazio. Le successive disfatte romane convinsero gli Etruschi a scendere in armi contro di loro, aprendo un altro fronte, che però i Romani chiusero vittoriosi già nel 310 a.C.

### Battaglia del Liri e di Boviano
Riorganizzatisi, i Sanniti assegnarono il comando delle operazioni belliche nella valle del Liri a Stazio Gellio, che riuscì ad avere più volte ragione dei Romani arrivando fino a Frosinone e Anagni. Dopo alcune scaramucce fu però bloccato e rientrò con il grosso dell'esercito a Bojano. La controffensiva romana si mosse su due direzioni: cercarono di penetrare nel Sannio dal Matese (battaglia in cui morì Stazio Gellio come il console romano) e da Isernia. Livio riporta che in questa occasione Bojano fu presa d'assedio e saccheggiata. La minaccia congiunta degli eserciti romani e dell'ennesimo esercito mercenario proveniente da Sparta, costrinse alla fine Bojano ad accettare nel 304 a.C. una pace che vedeva i Sanniti rinunciare all'influenza sulla valle del Liri e la Campania.

### La battaglia di Sentino e il trattato di alleanza con Roma
La situazione ormai era volta a favore dei Romani, che riuscirono a stabilire trattati con i Marsi, i Lucani, i Marrucini, i Peligni, i Frentani: tutte popolazioni italiche, quindi affini per sangue e lingua ai Sanniti, che passarono però nel fronte latino. I Sanniti invece instaurarono rapporti amichevoli con i Celti e gli Etruschi, da cui però erano separati da ampie zone d'influenza romana. Nel 298 a.C. il console Lucio Cornelio Scipione Barbato attaccò i territori meridionali del Sannio, espugnando probabilmente anche Bovianum. Un altro console, Gneo Fulvio Massimo, attaccò i territori settentrionali del Sannio, cercando di chiudere il corridoio di contatti con le popolazioni del Nord. Impedirono la transumanza e distrussero i raccolti. I Sanniti allora scesero in guerra al fianco dell'alleato celtico, riuscirono ad aggirare il blocco romano e l'esercito di Gellio Egnazio si ricongiunse a quello gallo nei pressi di Perugia nel 296 a.C. Si unirono all'alleanza anche Umbri, Marsi ed Etruschi. I primi successi arrisero ai celti, ma non furono sfruttati a dovere e l'esito della guerra si decise a Sentinum dove l'esercito romano riuscì alla fine a ribaltare le sorti di una guerra che sembrava persa per il mancato accorrere delle schiere marsicane ed etrusche, forse per cattivo coordinamento. La battaglia fu conosciuta come Battaglia delle Nazioni e fu la più sanguinosa in suolo italiano dell'età antica. Persa quella la guerra era decisa: Bojano cadde nel 293 a.C. subito dopo Aquilonia e perse definitivamente la sua guerra con Roma per l'egemonia in Italia.
Nel 290 a.C. un nuovo trattato di pace fu firmato. Il Sannio dovette subire gravi perdite, il controllo di Bojano si esercitava ormai solo sul territorio pentro ed era regolato da pacta che lasciavano il Sannio alleato di Roma con obblighi che non prevedevano alcun ritorno: doveva fornire le truppe con cui i Romani costruirono il loro imperium, usandole come carne da macello, ma senza alcun ritorno perché la condizione di socii non prevedeva la cittadinanza e quindi alcun diritto: il Sannio non era più di fatto indipendente.

### Rottura dell'alleanza e la Guerra Sociale
La situazione degli alleati italici resse fino alle guerre sociali, in cui i socii italici si ribellarono alla tirannia romana per chiedere, in cambio di quell'indipendenza fittizia di cui godevano, la cittadinanza. La prima capitale italiana fu la peligna Corfinium e, alla sua capitolazione, fu brevemente capitale Isernia. Il primo ad assumere il titolo di imperatore (embradur, in osco) in Italia fu il comandante della Lega Italica, l'allora meddix touticous del Sannio, il bojanese Gaio Papio Mutilo. Il bos-taurus sannita divenne l'emblema dell'alleanza e fu contrapposto come simbolo etnico, insieme all'effigie del fondatore Como Castronio, alla lupa romana nell'iconografia italica riscontrabile nel conio italico.
Giunti a un passo dalla capitolazione di Roma, l'unità italica si spezzò per il tradimento di alcune componenti dell'alleanza in cambio della cittadinanza che poi fu estesa a tutta la penisola. L'unica componente a cui non fu offerta fu quella che costituiva la spina dorsale della Lega, il Sannio. Roma volle infatti regolare una volta per tutte la questione del fiero alleato interno e fece ricadere tutto il peso della guerra solo sui Pentri. A differenza degli altri socii, prima di vedersi riconosciuta la cittadinanza dovettero subire la devastazione e il genocidio sistematico dell'intera popolazione autoctona. Con questo atto si concluse la storia sannita e incominciò la latinizzazione del Sannio. La lingua osca, che nei suoi vari dialetti era stata per cinque secoli quella di gran lunga maggioritaria in Italia, lasciò il posto al latino e venne confinata per ancora pochi secoli a essere un dialetto di qualche isolata comunità che era scampata al genocidio sillano.

### Boviano come Bovianum Vetus e decadenza dell'impero romano
Le città, costruite in posizione difendibile sulle alture, furono rase al suolo e ricostruite come colonie latine in pianura. A Bojano due furono le colonie latine: Bovianum Vetus, formata nel 43-41 a.C. (quando già aveva statuto municipale) da Ottaviano in base alla Legge Giulia; successivamente, nel 73-75 d.C. fu fondata un'altra colonia da Vespasiano con donazioni di terre ai veterani dell'XI legione; fu chiamata Bovianum Undecimanurum per questo motivo e per distinguerla dalla colonia precedente. Il fatto che Plinio il Vecchio nomini queste due Bovianum tra le colonie sannitiche ha portato Theodor Mommsen a formulare l'ipotesi (e l'autorità dello storico tedesco montò l'equivoco) che potessero esistere due Bojano, una delle due rintracciabile nel santuario sannitico di Pietrabbondante, dove un'iscrizione osca mal interpretata dallo storico creò l'errato convincimento. Allo stato attuale delle conoscenze storiche e archeologiche l'ipotesi è da escludere.

### Medioevo
Con l'avvento del Cristianesimo Bovianum divenne sede di diocesi e note su suoi vescovi sono attestate fin dall'inizio dell'Era Cristiana.
Bovianum seguì le sorti dell'impero di Roma e fu travolta dalla rovina causata dalle guerre gotico-bizantine nell'Italia Centro Meridionale del V e VI secolo. Una certa rinascita si ebbe dal VII secolo, quando le terre bojanesi, allora sotto l'influenza longobarda ma praticamente disabitate a causa della devastazione bellica, vennero concesse dal re Grimoaldo ai Bulgari di Alzeco (670). Bojano divenne allora sede di un guastaldato col nome di Hovianum posto sotto la diretta giurisdizione del Ducato di Benevento e ricominciò a esercitare una certa influenza sulle zone limitrofe. Tra l'VIII e la metà del IX secolo però un nuovo periodo buio fu caratterizzato dalle frequenti incursioni di Saraceni (la cui presenza è documentata anche durante la campagna che portò alla distruzione del monastero di San Vincenzo al Volturno) e due terremoti che distrussero l'area Matesina nell'847 e 853. Bojano nel VI secolo vide nascere anche la diocesi, con la diffusione del cristianesimo, ma notizie certe sulla cattedrale di San Bartolomeo si ebbero solo dal 1073.

### Dinastia De Molisio - Contea di Boiano
A metà dell'XI secolo anche Bojano fu oggetto della conquista normanna dell'Italia meridionale da parte degli Altavilla e ne divenne feudatario un compagno d'armi di Roberto il Guiscardo, Rodolfo di Moulins, che italianizzò il proprio nome in Rodolfo de Molisio che ebbe due figli: un maschio e una femmina. La figlia del conte Rodolfo di Moulins, Aldruda de Moulins, va in sposa a Sarlo II. A Rodolfo de Moulins si deve l'edificazione (o riedificazione) dell'attuale cattedrale di Bojano e la fondazione della contea. Fu in questo contesto che Bojano diede origine al nome della regione Molise. La sua stirpe infatti allargò i confini della contea fino a raggiungere quelli grossomodo dell'attuale regione Molise e divenendo la più grossa contea del regno normanno in Italia, tanto da confinare a nord con il ducato di Spoleto e a sud con la Capitanata; proprio perché la contea in virtù del cognome "Moulins" incominciò a chiamarsi "Molise", i conti si chiamarono così sino alla loro estinzione.
Il titolo di conti di Bojano fu sostituito da quello di conti di Molise dal nome della dinastia. Il nome rimase anche quando la dinastia si estinse.
Nel 1266 ne diveniva titolare Amerigo de Sus. I Capuano vi giungevano nel XIV secolo. Vi si alternavano quindi i Pandone, i D'Artus e nuovamente i Pandone. Nel XVII secolo il centro rientrava nei possessi dei Carafa. Ultimi titolari ne sarebbero stati i Filomarino.

### Epoca moderna
Ai De Molesio si deve il castello di Civita, da cui governarono la contea, e parte delle fortificazioni (in parte erano preesistenti) del borgo medioevale. Dopo la centralizzazione voluta da Federico II di Svevia, che ereditò dalla madre Costanza d'Altavilla il regno Normanno, il ruolo dei feudatari locali decadde e Bojano seguì la storia del Regno attraverso le dominazioni successive degli Svevi, Angioini, Aragonesi, Borbone, napoleonici, ancora Borbone, Piemontesi fino a quella della dittatura fascista.

### Civita Superiore e la famiglia Pandone
Nel 1457 Bojano risulta insieme al contado e alle terre di Venafro sotto il potere della famiglia napoletana Pandone, precisamente sotto il conte Scipione, che rifortificò il castello di Civita Superiore. Questo castello esisteva sin dal XII secolo, usato come luogo di guardia dei Normanni, nel 1221 fu teatro si scontri tra i Conti di Molise e Federico II di Svevia, che aveva avviato la politica di smantellamento delle piccole baronie e contee normanne, per accentrarle nell'impero. Il conte Tommaso di Celano lasciò la moglie Giuditta, figlia di Ruggero di Bojano, in difesa della rocca, e si recò a Roccamandolfi, ma Federico II fece attaccare la rocca di Civita, prendendola. Tommaso marciò verso Bojano, riprendendosi la moglie, ma venne raggiunto a Roccamandolfi da Tommaso d'Aquino, conte di Acerra e alleato di Federico, che assediò l'altro castello, sicché Tommaso giunse alla resa nel 1223, affidando la sua contea di Celano a Federico, tranne però Rocca di Bojano, ritenuta strategica per la difesa del territorio.
Civita Superiore fu occupata poi dagli Angiò e ricostruita per volere del cadetto Roczolino de Mandroles, poi passò ai Pandone, che tennero il castello per 80 anni circa, dal 1489 al 1519 Silvio Pandone destinò la rocca a residenza estiva, pian piano fuori dal castello si era sviluppato un villaggio, ancora oggi esistente, Civita Superiore, dotato di mura, case e due chiese. Dopo l'abbandono dei Pandone, il castello fu proprietà di altri feudatari, e venne gravemente danneggiato dal terremoto del 1805, cadendo nel degrado e nell'abbandono, sicché oggi ne restano ruderi.

### Il terremoto del 1805 e fatti del primo '800
Il sisma si verificò sui monti del Matese la notte del 26 luglio 1805, detto per questo anche "terremoto di Sant'Anna", proprio nei pressi del centro abitato. La devastazione fu grande, dato che la magnitudo in scala Richter fu valutata del grado 6.7. Crollarono case, le principali chiese di Bojano (duomo, Sant'Erasmo, santa Maria del Giardino, sant'Egidio), con gravi danni alla Cattedrale di San Bartolomeo; le mura che cingevano ancora la cittadina vennero rase al suolo. L'abitato medievale di Civita Superiore perse le mura, distrutte o riutilizzate per la costruzione delle nuove case, e anche il vecchio castello subì un ulteriore smacco. La ricostruzione dei principali monumenti avvenne in stile neoclassico, e la Cattedrale specialmente perse l'antico stile medievale.
Nel 1799 Bojano si era distinta per le insurrezioni popolari, con l'arrivo dei francesi che occuparono il Regno di Napoli. Nella valle tra questa città e Roccamandolfi, si ricorda lo scontro del bandito sanfedista Fra Diavolo contro i francesi del generale Hugo.
A partire dall'unità d'Italia, in seguito al peggioramento delle condizioni socio-economiche, Bojano è stata soggetta forti correnti di emigratorie verso il Nord Europa, le Americhe, l'Australia, malgrado fosse stato portato il progresso da parte del Nuovo Regno, con l'inaugurazione della ferrovia.

### Dal Novecento a oggi

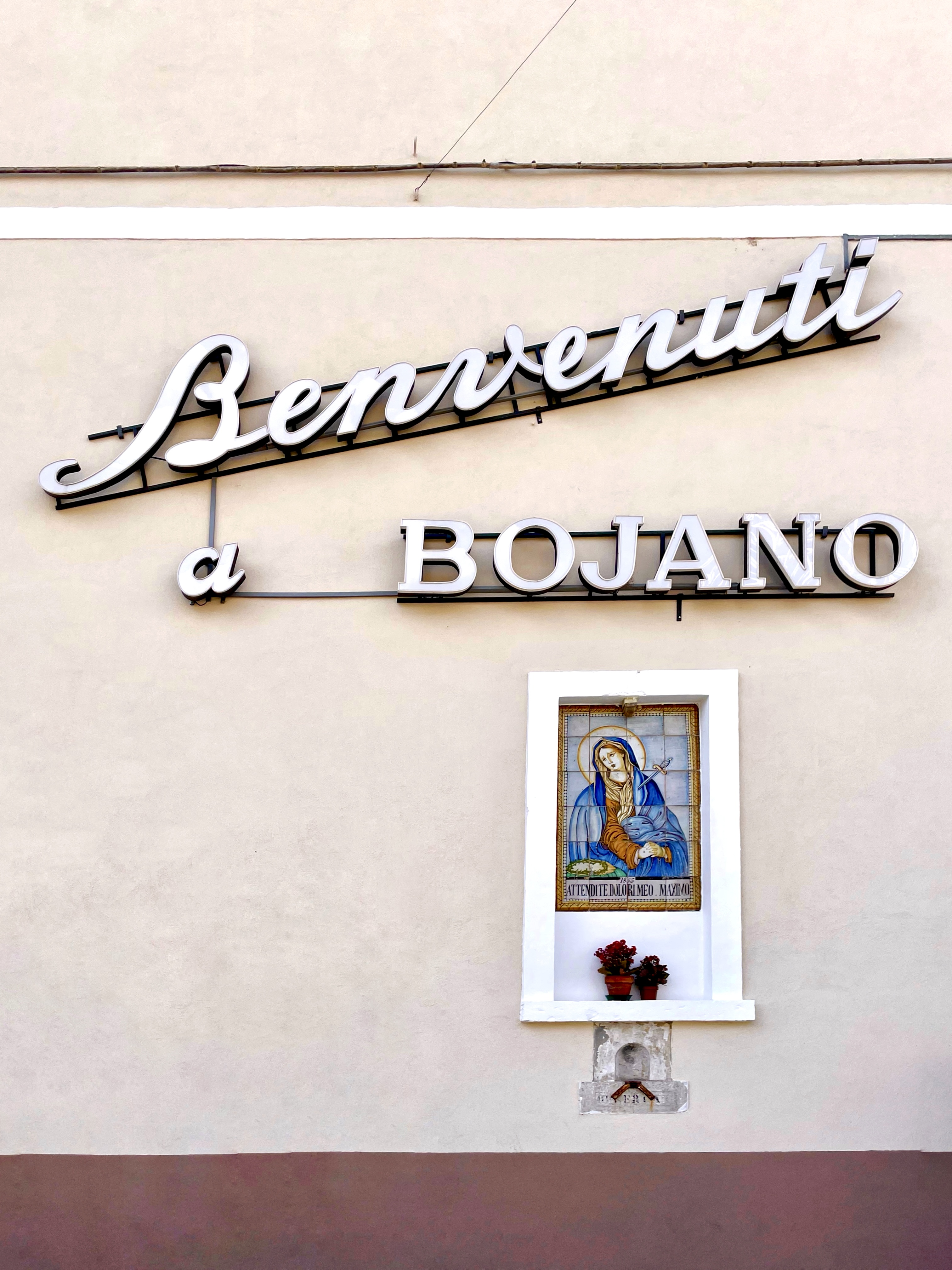
Dettaglio della Chiesa di Santa Maria del Parco

Negli anni della seconda guerra mondiale, tra il 1940 e il 1943, Bojano fu uno dei comuni del Molise destinati dalle autorità fasciste ad accogliere profughi ebrei in internamento civile. Con l'arrivo dell'esercito alleato nell'ottobre 1943, gli internati raggiunsero i territori liberati del Sud Italia.
Il passaggio del fronte causò ingenti distruzioni. Il municipio, come anche Civita Superiore, importante punto strategico, vennero occupati dai tedeschi, prima, e dagli alleati poi. Subì frequenti incursioni aeree alleate il 17 e il 18 ottobre 1943 che danneggiarono gravemente molti edifici e provocarono numerose vittime. Tra i danni si ricorda la distruzione quasi completa del Duomo, di cui era rimasto solo lo scheletro esterno, poi prontamente ricostruito nel 1948. A ricordo delle devastazioni della guerra, proprio accanto al Duomo, si trova un giardino col Monumento ai caduti.
Oggi l'economia, incentrata sull'agricoltura, tenta di incentivare anche il turismo.

### I terremoti
Si ricordano numerosi terremoti (il Matese è zona altamente sismica) che più volte hanno raso al suolo l'abitato, in particolare quelli del 1115, 1309, 1349, 1456, 1627, 1688, 1794, 1805, 1913.

### Simboli
Lo stemma e il gonfalone sono stati concessi con decreto del presidente della Repubblica n. 269 del 21 dicembre 1988.
Nello scudo è raffigurato un toro passante incoronato dalla dea Vittoria alata, ripreso dall'incisione di una moneta coniata nella città greca di Neapolis nel IV secolo a.C., accompagnato nel capo da un lato dalla rotella rossa caricata di un saunion, la caratteristica punta della lancia o del giavellotto dei guerrieri sanniti, in argento. 
Sull'altro lato è rappresentata una moneta con il toro sannita che assale la lupa romana: immagine impressa su una moneta coniata nella città di Corfinium, capitale degli insorti italici in occasione della guerra sociale (91-88 a.C.). Il motto Ego bos taurus Samnites ad Bovianum perduxi ("Io sono il bue taurino che condusse i Sanniti a Bojano"), è rappresentato all'interno dello scudo e richiama il bue che, secondo la tradizione, nell'VIII sec. a.C. condusse i giovani Sabini, detti Sabelli (denominati solo successivamente Samnites dai conquistatori Romani), nel luogo dove sarebbe sorta la città di Bovaianom.
Il gonfalone è un drappo partito di bianco e di rosso.

## Monumenti e luoghi d'interesse

### Architetture religiose

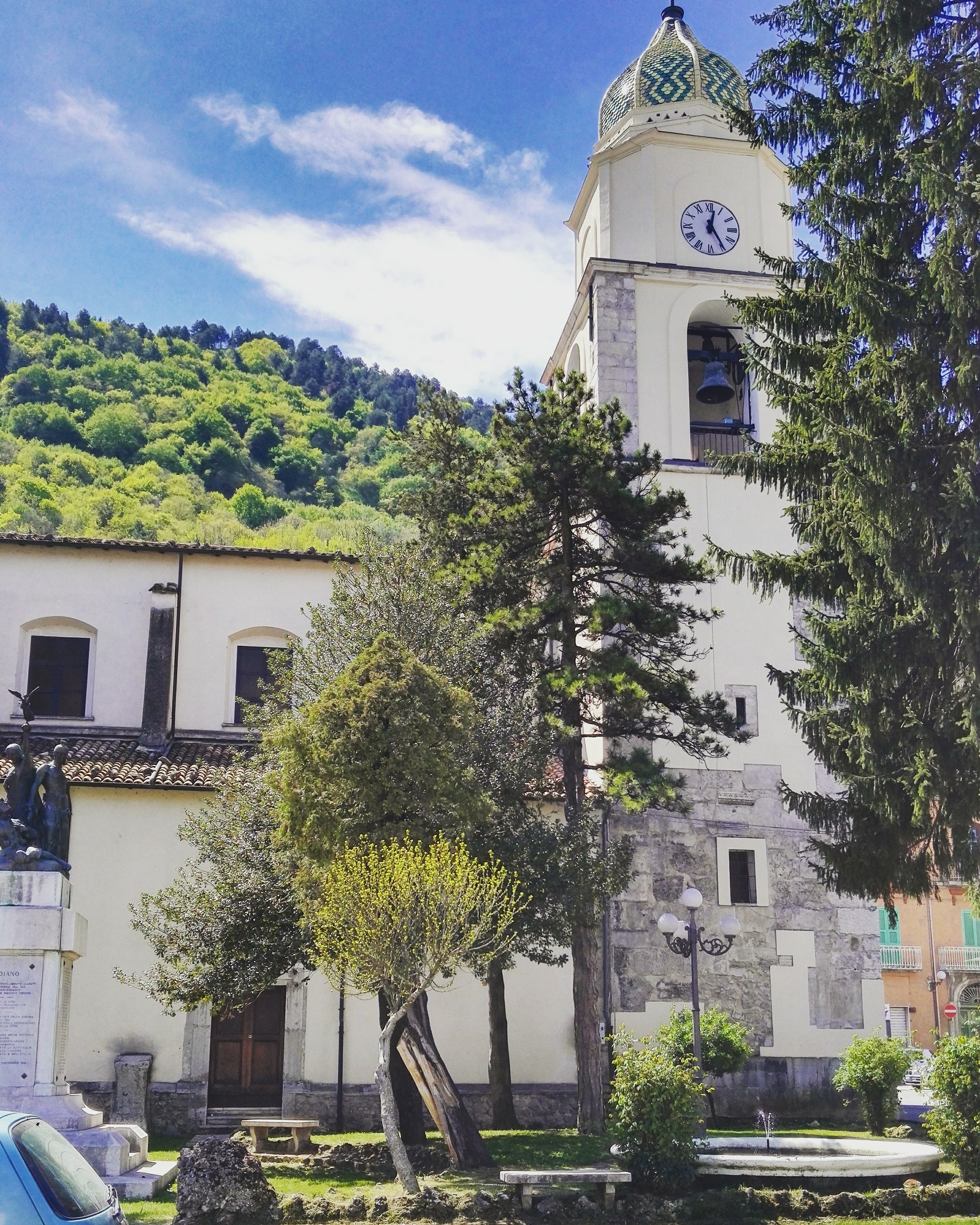
La cattedrale

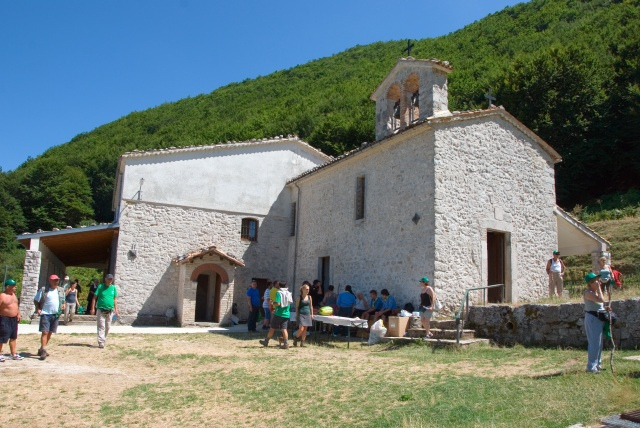
Eremo di Sant'Egidio

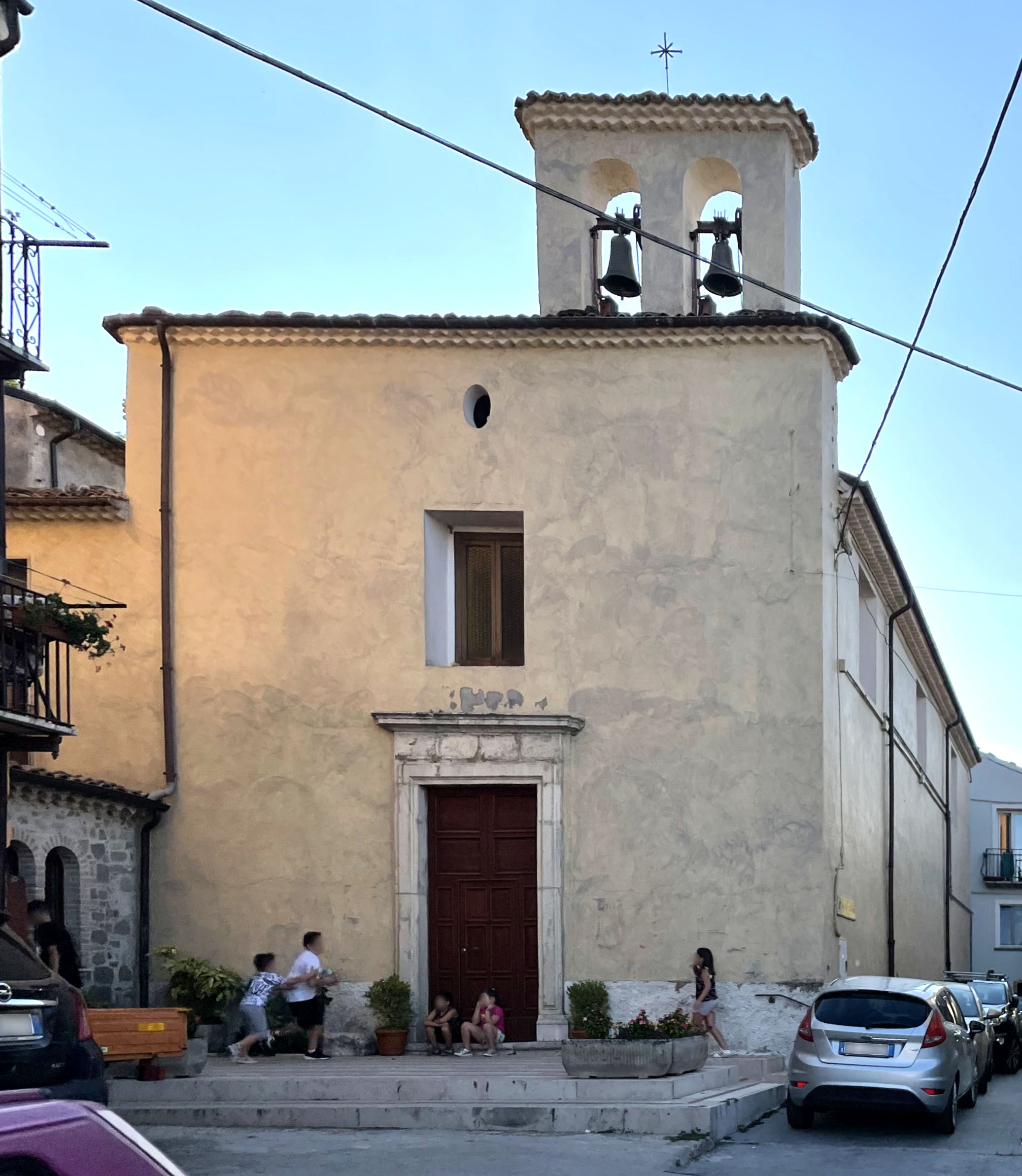
Chiesa di San Biagio Vescovo e Martire

- Concattedrale di San Bartolomeo Apostolo: posta in largo Duomo. Le origini della diocesi di Boiano risalgono al VI secolo, e una chiesa cattedrale è attestata nella seconda metà dell'XI secolo. Risale a questo periodo e a questo antico edificio l'abside scoperta nella cripta durante i restauri degli anni Novanta del secolo scorso. Un primo terremoto nel 1117 danneggiò gravemente la chiesa, che fu restaurata e riconsacrata, come attesta una lapide, l'8 maggio 1215. Altri due terremoti, nel 1456 e nel 1805, distrussero l'antica costruzione medievale e obbligarono ogni volta a un rifacimento completo della cattedrale, che raggiunse un aspetto neoclassico, sino al rifacimento nel 1948 dopo i danni del 1943. Ha pianta basilicale con transetto sporgente, facciata a salienti con portale a tutto sesto, campanile turrito laterale, l'interno è a tre navate in stile neoclassico, conserva molti arredi delle epoche precedenti, come tele, pietre medievali incassate nelle mura, e la cripta originale del XII secolo.

- Chiesa dei SS. Erasmo e Martino: in largo Episcopio, risale al XIII secolo, come testimonia il portale gotico, anche se a causa dei terremoti, fu ricostruita varie volte. Vien citata nei documenti dei Registri Gallucci, l'adiacente ex convento delle Clarisse è citato nel XIV secolo. Nel 1820 venne smantellata la chiesa di San Martino, irrimediabilmente compromessa dal terremoto del 1805, e la parrocchia aggregata a Sant'Erasmo, ha facciata intonacata, con il portale in pietra a vista, decorato da un arco a ogiva incorniciato, con leggero strombo, e colonnine decorate da rilievi vegetali, a forma tortile. Nella parte superiore di facciata ci sono 6 finestre, mentre nella parte inferiore tre bifore, all'interno di una c'è il rilievo di un uomo. I resti dell'ex convento sono stati inglobati nell'Episcopio, che sorge sulla sinistra, a ridosso della navata sorge il campanile a torre; questo interno è a tre navate, anche se originalmente la navata era una sola. Le finestre sono decorate a motivi policromi, in alcune parti dell'interno si conservano ancora degli affreschi rinascimentali, ritraenti la Madonna col Bambino, il fonte battesimale è del XIV secolo, una curiosità è lo spazio a sinistra dell'ingresso principale, usato per il passaggio dei cavalli e carrozze. Nel 1960 sono stati apportati dei lavori di restauro discutibili, che hanno costituito la divisione in tre navate dell'ambiente interno, e smantellato le due cappelle del Rosario e di Santa Rita, del XVIII secolo.

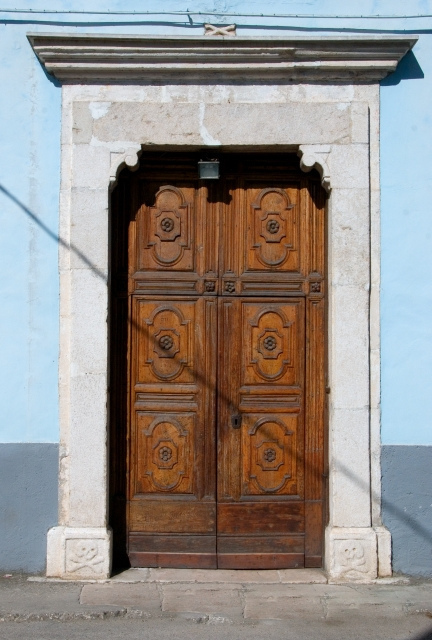
Portale della chiesa del Purgatorio

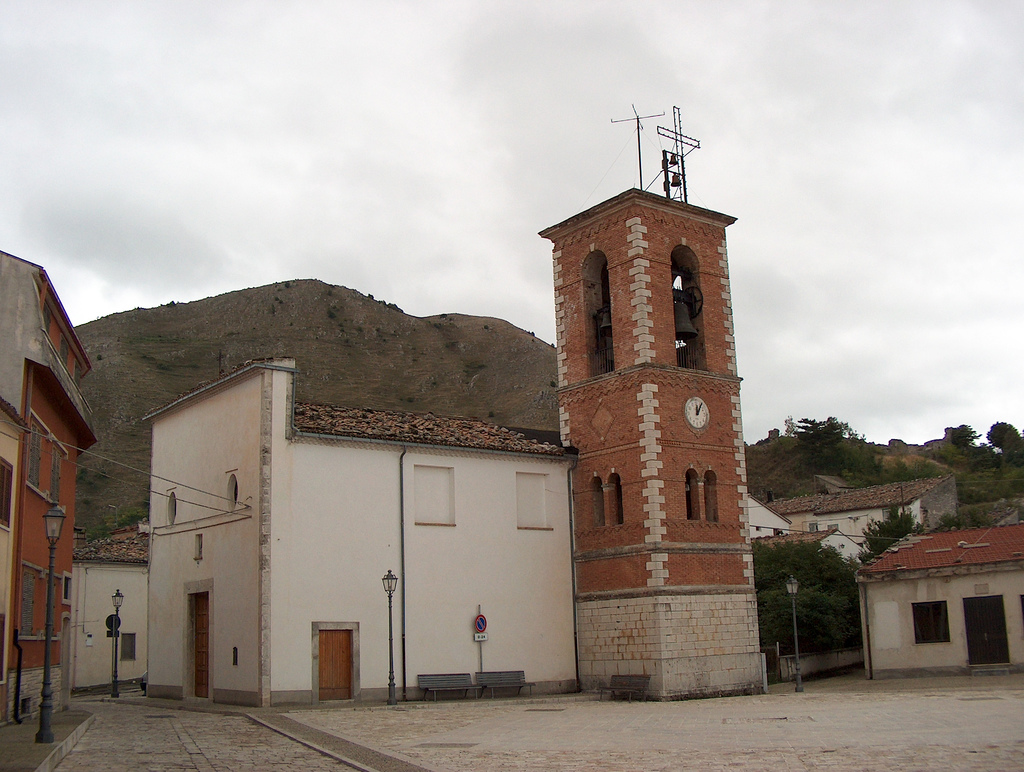
Chiesa di Santa Maria delle Grazie

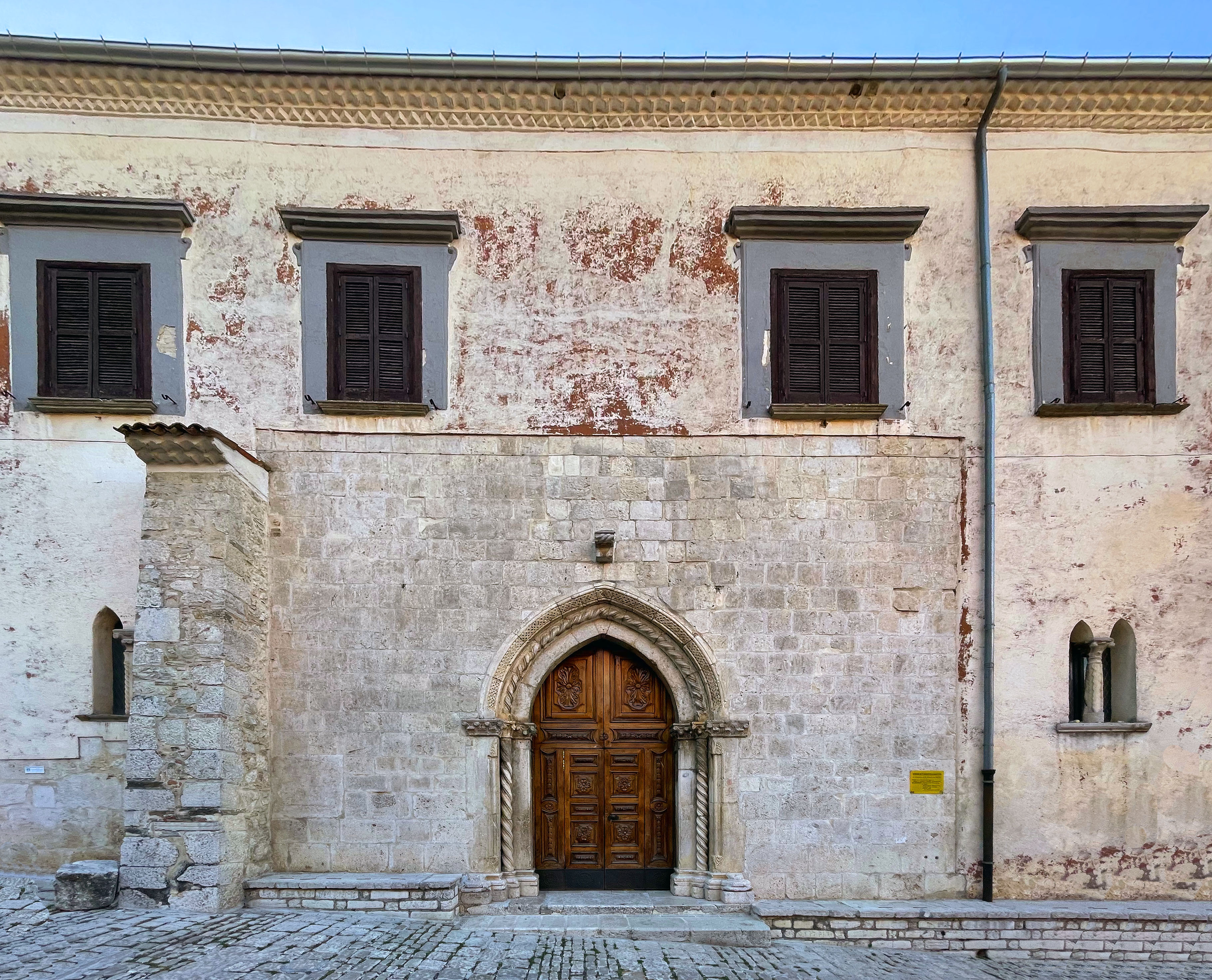
Facciata della chiesa dei SS. Erasmo e Martino

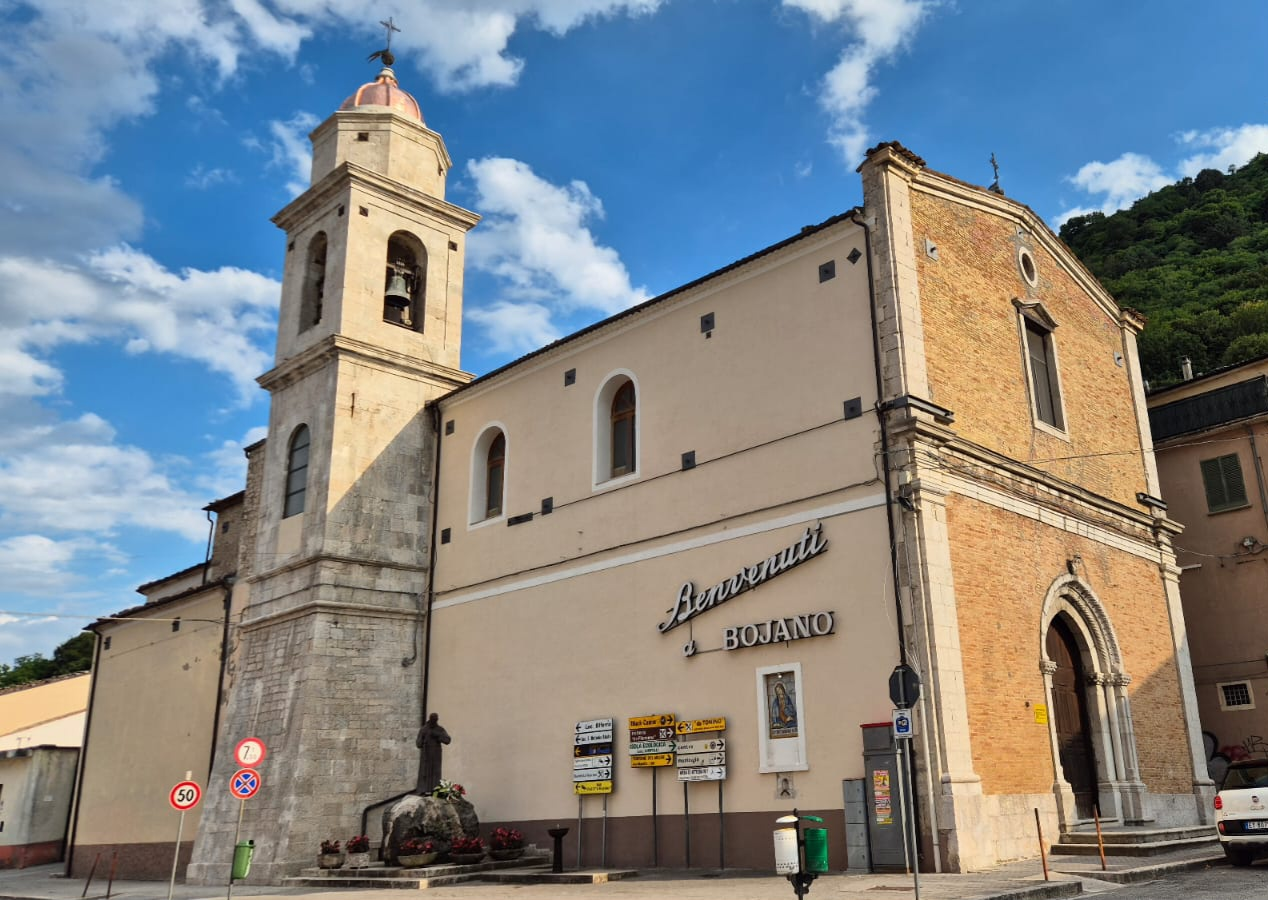
Chiesa di Santa Maria del Parco

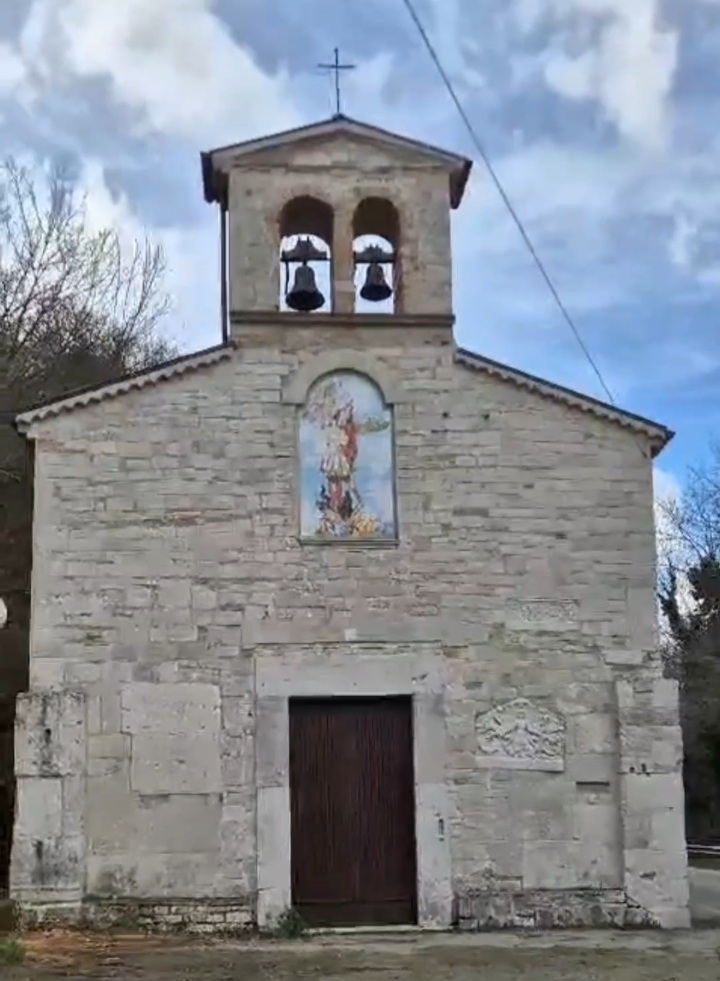
Facciata della Chiesa di San Michele Arcangelo

- Chiesa di Santa Maria del Parco: posta dietro il Duomo, fu fatta costruire dal vescovo Silvio Pandone per assoggettare, ad una unica gestione, le rendite ed i beni di tutte le chiese che erano state distrutte dal terremoto del 1456 e di provvedere, con il suo ospedale, alle opere di carità e misericordia per la popolazione colpita dall'evento sismico. Il sepinese Francesco Germieri nel 1729 ci dice: "Non si ha memoria della sua fondazione, per essere cosa antichissima". Ci parla anche di una porta d'ingresso nella città, detta "di Santa Maria", accanto alla chiesa. Nel 1517 fu fondata la confraternita, nel 1607 cambiò in nome "Immacolata Concezione", e gestiva un ospedale. Ci mostra un aspetto misto, perché rifatta nel dopo il terremoto del 1805. La chiesa in pianta ad aula è di forma rettangolare; la muratura portante è in pietra e in mattoni pieni ed è in parte intonacata. La copertura è del tipo a capanna; la facciata principale presenta, al centro, un portale gotico strombato a triplice arco acuto, con un alto basamento e zoccolo modanato; il cornicione di innesto degli archi è decorato a motivi vegetali e insiste su una coppia di pilastrini lisci; una coppia di colonnine lisce sono sormontate da un arco decorato a torciglione; la coppia di pilastri presentano uno spigolo modanato e decorato a motivi fogliari e sono di appoggio al terzo arco decorato a foglie di acanto. Proviene probabilmente dal monastero di San Francesco, distrutto a causa del sisma del 1805. Il campanile è a torre con una cuspide cipollina alla napoletana. Accanto all'altare c'è una campana del 1498 sopravvissuta al sisma di Sant'Anna e rotta alla fine del XIX secolo.
- Chiesa di San Biagio Vescovo e Martire: è molto frequentata il 3 febbraio per la festa del patrono. Nel 1241 Federico II privò la chiesa di alcuni arredi per finanziare una spedizione in Terra Santa, in quell'epoca la denominazione della chiesa era Santi Blasii de Porta perché adiacente ad una delle Porte d'accesso alla città medioevale. Sappiamo che nel 1318 la chiesa si chiamava Santo Blasio de Albericis, antico patrono della città di Bojano, ed era già parrocchia. Nel 1573 la chiesa di San Biagio faceva parte della parrocchia di San Bartolomeo e nel 1670 divenne di nuovo parrocchia. Nel corso dei secoli subì notevoli danni a causa dei devastanti eventi sismici che interessarono l'intera area matesina. La chiesa in pianta ad aula è di forma rettangolare; la muratura portante è in pietra ed è intonacata; l'intera copertura è a due falde e termina con un cornicione alla romanella. La facciata principale è caratterizzata da un portale in pietra con architrave lineare, al di sopra del quale sono poste una finestra rettangolare. A destra, sulla facciata, è posto il campanile a vela con due campane.
- Chiesa di Santa Maria dei Rivoli: si trova nella parte ovest, lungo viale Majella, è così chiamata perché numerosi rivoli di fiume sorgono nel sottosuolo, pare che fu costruita sopra un tempio pagano dedicato a Venere, impiegando materiale di edifici romani. Sarebbe per questo tra le chiese più antiche di Bojano. Nel 1015 dipendeva dal Monastero di San Lupo (Benevento), dal 1091 fu nominata "Santa Maria de Vivari" ossia dell'allevamento dei monaci dei pesci di fiume, nel Catasto Onciario del 1744 è detta "grancia" del monastero di Montevergine, l'aspetto attuale risale alla ricostruzione dopo il 1805. Mostra un impianto rettangolare in mattoni a vista, con portale architravato neoclassico, al suo interno si trova la statua di Santa Maria Assunta, opera del Colombo, acquistata da don Francesco Diamente, che istituì la processione nel 1828, il 15 agosto.
- Chiesa del Purgatorio: è posta in viale Maiella all'incrocio con via Conte Ugone. Posta lungo il tratturo presso piazza Pasquino, era la cappella dei viandanti e dei pastori, nel 1545 è citata, nel 1648 a causa della peste proprio nella chiesa venivano tumulati i morti, poi vi venne fondata una confraternita. L'interno conserva un altare policromo barocco del XVIII secolo, sul portale principale invece c'è la data del restauro del 1715.
- Chiesa di San Nicola di Bari: si trova presso la chiesa del Purgatorio, risale al XIII secolo ed è stata sede di una confraternita e di un ospedale. La statua del santo è stata trasferita nella parrocchia di Sant'Erasmo. La chiesa in pianta ad aula presenta una muratura in pietra intonacata. La copertura è a due falde e termina con un cornicione in laterizio alla romanella. Sulla facciata principale è ubicato il piccolo campanile a vela; l’ingresso è segnato da un semplice portale architravato in pietra, al di sopra, in asse, una finestra rettangolare. Sconsacrata negli anni '70, è stata comprata da privati, restaurata e fatta riconsacrare.
- Chiesa di Santa Maria della Libera: in contrada Castellone, è stata costruita nel 1870 sopra una vecchia cappella, e dipendeva dalla parrocchia di Sant'Erasmo sino al 1960. La chiesa mostra un aspetto neoclassico, caratterizzata da una pianta rettangolare, con la parte del transetto rialzato, tripartita verticalmente nella facciata, in modo da segnalare la presenza di tre navate; la facciata ha tre portali, dei quali il centrale incorniciato da pietra lavorata, e sovrastato, come gli altri, da finestre a ventaglio. Il campanile risale agli anni '60, ed è una slanciata torre cuspidata.
- Eremo di Sant'Egidio di Bojano: sorge sul massiccio del Matese, a 1025 metri, e fa parte della parrocchia di Sant'Erasmo. L'edificio consiste in una piccola chiesa annessa a un rifugio di montagna, risalente probabilmente al Medioevo, ma rifatto nei secoli seguenti. Le origini, secondo la leggenda, risalirebbero al IX secolo, quando fu costruito per volere dei Cistercensi o i Templari, i restauri dell'abside del 1995 hanno portato alla luce reperti che riportano all'epoca del IX-X secolo, sempre delle leggende vogliono che sant'Egidio di Sansepolcro fosse vissuto a Bojano, alimentandosi di latte di cerva, e in quei luoghi venne eretto l'eremo, profondamente restaurato nei primi anni del Novecento, con al costruzione del portico ad arcate presso la facciata. Nella chiesa vi si trova il rifugio originale, da cui si accede al rifugio moderno attaccato alla cappella, che ha l'interno a tettoia lignea, con il nicchione centrale dell'altare, con la statua del santo.
- Chiesa di San Michele Arcangelo: si trova lungo la strada per Civita Superiore, ha antiche origini, forse edificata dai Longobardi sopra un tempietto romano del I secolo. Sotto il pavimento della cripta si trovano i resti di varie persone, riferibili dal XIII secolo in poi. La cappella ha l'aspetto attuale della metà dell'Ottocento, è in pietra a vista concia, conserva la facciata in stile romanico alla base, con portale a tutto sesto, sovrastata da un finestrone e dal campanile a vela. L'interno ha il tetto ligneo spiovente, e soffitto a capriate lignee.
- Chiesa di Sant'Emidio: fu costruita nella metà del XIX secolo, dopo il terremoto del 1805, che ha portato a Bojano la venerazione di sant'Emidio, ritenuto protettore contro i cataclismi tellurici. Fu eretta dai paesani di Civita in località Monteverde, e fa parte della parrocchia di Sant'Emidio. La chiesa ad aula è di forma rettangolare; la muratura è in pietra ed è intonacata. La copertura è a capanna. La facciata principale presenta al centro un portale in pietra con architrave lineare modanato, al di sopra al centro una finestra ovale ed ai lati due edicole con dipinti su maioliche raffiguranti l'immagine di S. Emidio e l'immagine di San Michele che combatte con satana. La facciata termina con un timpano triangolare modanato con al centro l'orologio. Sulla falda destra il campanile a vela. L'esterno presenta elementi originali del Medioevo, perché fatto con materiale di spoglio della distrutta chiesa di San Martino in Bojano.
- Chiesa di San Giovanni Battista: posta lungo la cinta muraria di Civita Superiore, risale probabilmente al XII secolo. Fu gravemente danneggiata dai terremoti del 1649 e del 1805. La chiesa, con pianta ad aula rettangolare, è intonacata. La torre campanaria si trova attaccata nella parte posteriore della parete destra.
- Chiesa di Santa Maria delle Grazie: situata a Civita Superiore, risale probabilmente all'Ottocento. Inizialmente si chiamava Santa Maria ad Nives. Ha pianta rettangolare ad aula e le pareti sono in parte intonacate. Interessante è la torre campanaria in mattoni. La facciata è quadrata. È molto sentita la ricorrenza della Madonna delle Grazie l'8 settembre.
- Ex Chiesa di Sant'Antonio Abate: è stata sconsacrata negli anni '80 ed è stata poi sede di una carrozzeria. Al giorno d'oggi è abbandonata. Si trova nella località omonima ed è ancora molto sentita la ricorrenza del santo il 17 gennaio, durante la quale si accendeva un grande falò davanti alla chiesa e si benedivano gli animali. Oggi la cerimonia viene celebrata nella vicina chiesa di San Biagio. La statua di Sant'Antonio Abate è invece conservata nella chiesa di Santa Maria del Parco.

### Rocca Pandone e Civita Superiore

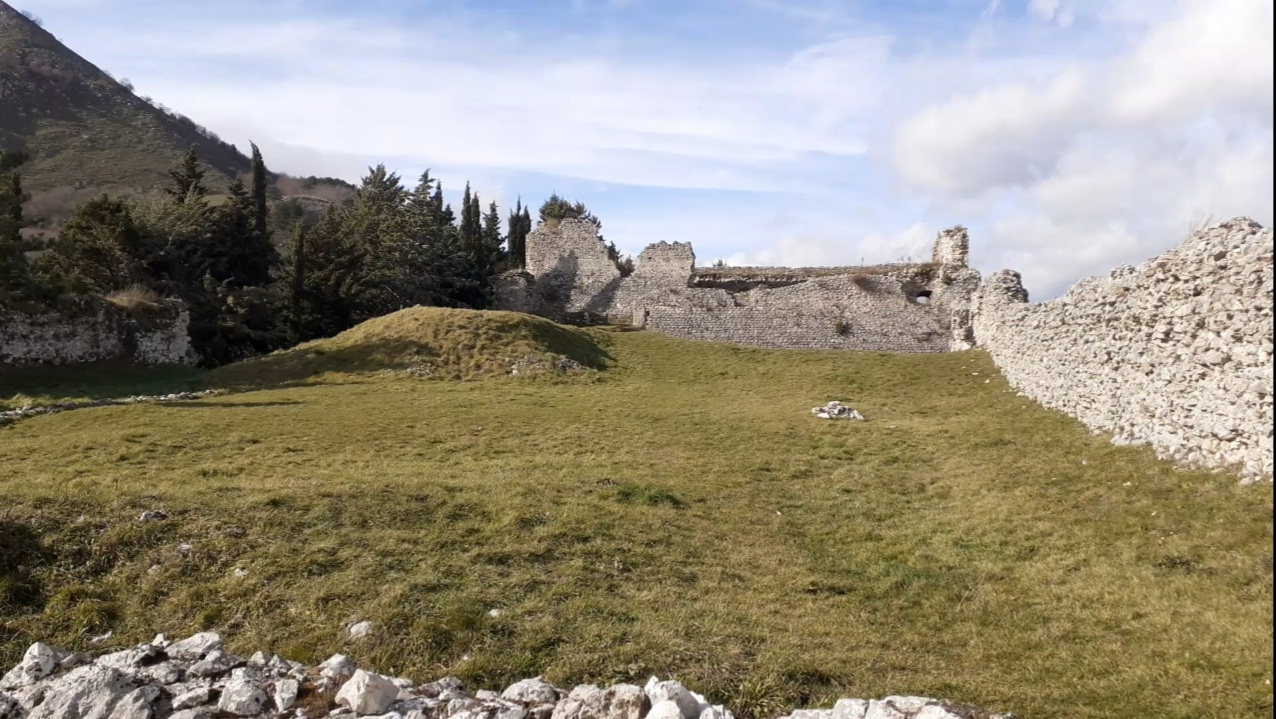
Il Castello Pandone

Questo castello esisteva sin dal XII secolo, usato come luogo di guardia dei normanni, a sua volta costruito sopra resti di fortificazioni sannite, nel 1221 fu teatro si scontri tra i Conti di Molise e Federico II di Svevia, che aveva avviato la politica di smantellamento delle piccole baronie e contee normanne, per accentrarle nell'impero. Il conte Tommaso di Celano lasciò la moglie Giuditta, figlia di Ruggero di Bojano, in difesa della rocca, e si recò a Roccamandolfi, ma Federico II fece attaccare la rocca di Civita, prendendola. Tommaso marciò verso Bojano, riprendendosi la moglie, ma venne raggiunto a Roccamandolfi da Tommaso d'Aquino, conte di Acerra e alleato di Federico, che assediò l'altro castello, sicché Tommaso giunse alla resa nel 1223, affidando la sua contea di Celano a Federico, tranne però Rocca di Bojano, ritenuta strategica per la difesa del territorio.
Civita Superiore fu occupata poi dagli Angiò e ricostruita per volere del cadetto Roczolino de Mandroles, poi passò ai Pandone, che tennero il castello per 80 anni circa, dal 1489 al 1519 Silvio Pandone destinò la rocca a residenza estiva, pian piano fuori dal castello si era sviluppato un villaggio, ancora oggi esistente, Civita Superiore, dotato di mura, case e due chiese. Dopo l'abbandono dei Pandone, il castello fu proprietà di altri feudatari, e venne gravemente danneggiato dal terremoto del 1805, cadendo nel degrado e nell'abbandono, sicché oggi ne restano ruderi. Delle strutture della fortificazioni sono evidenti due ampie recinti di mura, un fossato trasversale che sfrutta la naturale conformazione del sito. Su questo si affacciano i resti di un vano a pianta rettangolare, di cui rimane una parte della copertura a volta. Le aperture presentano una forte strombatura interna, il cortile aveva il ruolo di piazza d'armi, delle torri rompitratta si conserva quella dello spigolo occidentale, con i resti di una cisterna.
Non è da escludere che dal castello partisse la cinta muraria che abbracciava il perimetro del villaggio di Civita. L'abitato ha un aspetto vagamente quadrangolare, con degli spuntoni terreni che si affacciano a strapiombo, in modo da creare dei cosiddetti bastioni lanceolati, che forse esistevano. La cinta muraria è stata inglobata nelle case dopo il terremoto del 1805, e solo in parte è visibile, soprattutto per quanto riguarda dei torrioni angolari, che si presentano a pianta cilindrica. Il villaggio è ancora abitato, divenuto negli ultimi anni di grande interesse turistico per la conservazione delle case, ha due chiese, la principale dedicata a san Giovanni Battista. Sulla parte sud-est l'abitato si restringe su un costone roccioso, ed è il sobborgo della Giudice, ossia il quartiere popolare degli ebrei.

### Le mura di Bojano
La più antica veduta di Bojano è la pianta dell'abate Giovan Battista Pacichelli, pubblicata nel 1703, e permette di vedere l'antico impianto urbano della città nel XVIII secolo. Due agglomerati muniti di cinta muraria in primis, il borgo di Civita con relativo castello e la città bassa, collegati da una rete di vie lungo il ripido pendio del Monte Crocella. Il disegno è stato giudicato dagli studiosi molto conforme alla realtà e non di fantasia, come era solito dei geografi di quel tempo per località amene e lontane. La collocazione esatta della cattedrale, del Vescovado, delle chiese, delle porte e del castello Pandone, permettono di vedere come fosse la città prima del disastro tellurico del 1805: nella leggenda, la lettera A corrisponde alla cattedrale, è riprodotta la facciata a capanna rivolta a est e non a ovest come oggi, ma l'archeologia ha confermato che ciò si tratti di una svista del disegnatore.
Nei pressi si trovava anche il monastero dei Francescani del XIII secolo, distrutto nel 1805, e occupato dal Municipio, detto "Palazzo San Francesco", nella lettera D, la lettera B indica il Vescovado posto in alto, ubicato in via Piagge, e nel XV secolo ubicato da Silvio Pandone presso la chiesa di Sant'Erasmo. La C indica il Palazzo baronale, nella zona elevata a ovest, oggi noto come Palazzo Ducale o Pandone, del XVI secolo, dimora nel XVII secolo dei baroni Cimaglia e poi di Giulio di Costanzo duca di Bojano nel XVIII secolo; in seguito passò ai Filomarino-Della Torre.
La lettera G indica il fiume Tornariccio, posto a sinistra, mentre il Biferno (h) è a ovest; sempre fuori dall'abitato si trova la chiesa di Santa Maria di Rivoli, grancia dell'abbazia di Montevergine nel 1724, e citata con una porta omonima, o "della Torre", che permetteva l'accesso a Bojano da ovest, ossia via Erennio Pozio. Altre torri si trovavano a sud in località Cannello, la torre Nord Tramontana, e la torre di via Insorti d'Ungheria
La lettera E indica il castello Pandone, insieme a F del villaggio di Civita. All'altezza di corso Pentri, la cinta deviava a nord, e lungo l'asse, includeva con sporgenza la cattedrale e la chiesa di Santa Maria del Parco, proseguendo in via Turno, dove sono visibili contrafforti simili a quelli menzionati, in corrispondenza della chiesa di San Biagio, e ripiegava di nuovo verso la montagna. Di questo tratto si conservano una torre cilindrica oggi usata come casa, resti di una parte più ripida e impervia in declivio. Salendo in via Piaggia, la muratura si allargava per inglobare dei fabbricati, sul lato sud dato l'andamento del terreno accidentato, fu eretta una cortina continua, in raccordo coi dirupi. Le porte erano:
- Porta Pasquino o del Pascolo: situata presso la chiesa del Purgatorio in Largo Pasquino.
- Porta Torre: si apriva a occidente di Largo Pasquino, questa era detta anche Porta Sant'Erasmo per la vicinanza con la chiesa, e protetta dalla massiccia torre quadrata, che oggi è il campanile della chiesa. Nella zona più in alto si trovava una torre circolare, di cui si riconosce la base, e per questo l'ingresso era detto Porta della Torre, a oriente di apriva Porta San Biagio.
- Porta Santa Maria: situata presso la chiesa omonima sul Corso Pentri, esisteva ancora sino al 1729, come dimostra un disegno vescovile di Francesco Germieri.
- Porta del Visco: si trovava presso la via omonima, esistente ancora nel XIX secolo, come dimostra un disegno del 1829.
- Porta del Sorce: si trovava in vico Caputo.

La Porta Santa Maria apriva la strada verso Campobasso e Larino, Porta della Torre serviva per raggiungere Rocca Bojano e Civita, Porta Pasquino apriva la strada per Isernia, e Porta San Biagio portava verso Sepino e Benevento.

### Palazzi
- Palazzo Casale, via Corte Vecchia: la famiglia di Bojano lo ha costruito nel 1738, ed è composto da corte scoperto scoperta, e un portale a tutto sesto, in pietra.
- Palazzo Casoli-Beccia, via Colle: risalente al XVIII secolo, composto da un grande edificio rettangolare intonacato di rosa, con due piani. La base, per il dislivello del terreno, è fortificata a scarpa.
- Palazzo Chiovitti, via Erennio Ponzio
- Palazzo Colagrosso, piazza della Vittoria: è del primo '900 ed è in stile umbertino, con intonaco rosso scarlatto. Il palazzo oggi è un museo.
- Palazzo Ducale, salita Pandone: Fu costruito nel XV secolo, data la lontananza della vecchia fortezza di Civita Superiore, e fu di vari signori a partire dal XVII al XVIII secolo: dimora nel XVII secolo dei baroni Cimaglia e poi di Giulio di Costanzo duca di Bojano nel XVIII secolo; in seguito passò ai Filomarino-Della Torre: oggi si affaccia nella zona nord, ossia sud, in via Piaggie. Ha due corpi di fabbrica con tre portali sulla facciata. Oggi il palazzo è visibile nel restauro del dopo terremoto del 1805, ossia in stile umbertino. È preceduto da un muro di separazione, accessibile da un arco centrale.
- Palazzo Gentile, via Calderari
- Palazzo Municipale, corso dei Pentri
- Palazzo Nardone-Volpe, via Erennio Ponzio
- Palazzo Santoro, salita Santa Lucia
- Palazzo Tiberio, corso Umberto I
- Palazzo Vescovile, largo Episcopio

### Museo Civico
Situato nel Palazzo Colagrosso, il museo civico archeologico è diviso in due sezioni: archeologia locale e paleontologia. La prima mostra raccolte di vasellame, monili, monete, e armi, risalenti al V-IV secolo a.C., rinvenuti nella zona di Bojano. La seconda sezione contiene fossili di forme di vita, un tempo presenti nel mare della Tetide africana, di cui faceva parte nella Preistoria, l'area del Matese.

### Siti archeologici
Ancora oggi, sul Monte Crocella, sono visibili resti di fortificazioni sannite del V-III secolo a.C., per controllare il territorio e difendersi dai Romani. Tali fortificazioni includevano anche la Rocca Pandone, che vi fu costruita sopra nel XII-XIV secolo. Della Bojano romana, si conservano solo alcuni toponimi viari, e poco di archeologico.
La strada romana è in via Calderari, nei pressi del ponte di corso Amtuzio, scoperta nel 1998 e aperta al pubblico nel 2003. Risale al I secolo d.C., la strada posta alla profondità di 3 metri dell'attuale piano di calpestio, presenta una larghezza di 9 metri, 14 inclusi i marciapiedi laterali, il lastricato è costituito da grosse basole di calcare, generalmente irregolari, accostate senza legante; le crepidini che delimitano la strada, con l'allineamento di blocchi parallelepipedi, presentano un'alzata di 18 cm, il marciapiede nell'unico punto in cui è stato riportato alla luce, è largo 2,40 m, conserva tracce di pavimentazione.

## Società

### Evoluzione demografica
Abitanti censiti

A differenza della maggior parte dei comuni molisani, Bojano ha avuto un netto aumento della popolazione rispetto al primo '900.

### Etnie e minoranze straniere
Al 1 gennaio 2024 gli stranieri residenti a Bojano sono 463 e rappresentano il 6,1% della popolazione residente.
- Romania 85
- Marocco 60
- Nigeria 47
- Macedonia del Nord 39
- Bangladesh 33
- Ucraina 15
- India 13
- Polonia 12
- Senegal 12
- Venezuela 11

### Tradizioni e folclore
- Rievocazione del Ver Sacrum: festa riesumata in ricordo della fondazione sannita di Bovianum in occasione delle "primavere sacre", per allontanare il pericolo o vincere la battaglia i Sabelli o Sanniti sacrificavano a Mamerte (il romano Marte) tutto ciò che nasceva in primavera, i Sanniti prediligevano il toro, che è il simbolo di Bojano. La cerimonia ripropone dei quadri scenici rappresentati da attori professionisti in costume d'epoca: le scene sono la prima della rappresentazione del Ver Sacrum, con l'abbandono dei giovani soldati delle terre patrie, per seguire nuovi itinerari di conquista. Il sacerdote benedice i giovani che si allontanano, guidati da Comio Castronio seguendo un bue, fermandosi presso il passo del Tifernus (il fiume molisano), dando vita alla città di Bovianum. La seconda scena mostra il matrimonio inteso come rito comunitario, la donna è la ricompensa per il valido guerriero. La terza mostra il vecchio saggio che incita i giovani guerrieri a non perdere mai la virtù, l'ultima scena mostra il giuramento dei giovani guerrieri presso la tavola del santuario di Pietrabbondante, invocando la maledizione sulla stirpe qualora portano a termine con coraggio la guerra; chi rifiutava, secondo la tradizione, di giurare fedeltà alla causa sannita contro Roma, veniva ucciso.
- Trofeo del Matese: raccoglie l'eredità di una delle gare più famose della regione: la Matesina, una corsa podistica notturna che si tiene su un circuito cittadino. Alla manifestazione partecipano atleti italiani e internazionali, il tracciato ripercorre lo stesso della Matesina, costituito dal circuito cittadino di 505 metri e si ripete per 20 volte. Nella gara del 2007 ai nastri di partenza era favorito Ali Saidi Sief, argenti nei 5000 ai Giochi Olimpici di Sydney 2000, ma un malanno muscolare gli ha impedito di presentarsi al via, e la coppa è stata consegnata al keniano Kiprono Justus Kipchirchir.
- Festa patronale di San Bartolomeo: a carattere religioso, si celebra nel Duomo e per le strade della cittadina, il 25 agosto.
- Festa di Sant'Egidio e della Montagna: si festeggia presso l'eremo il 31 agosto e 1º settembre. Gruppi di ragazzi, giovani, adulti, si ritrovano all'alba presso l'eremo, pronti a risalire la montagna, raggiunta la meta, presso l'eremo issano le tende e accendono dei falò, rievocando la leggenda di Sant'Egidio e della lotta contro il Diavolo, che cercò di afferrarlo e portarlo nell'Inferno, ma l'avrebbe mancato, colpendo una pietra a poca distanza dall'eremo, i cui segni alludono proprio al segno di una gigantesca mano.

## Geografia antropica

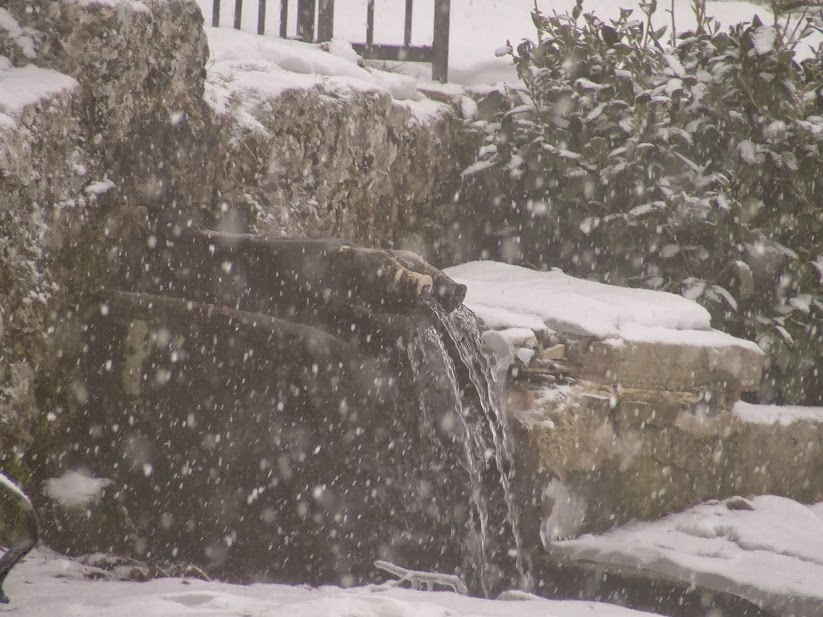
La fontana di Sant'Egidio durante una nevicata

Il centro abitato si compone di due aree distinte abbastanza nettamente ma senza soluzione di continuità: il centro storico, abbarbicato sulle pendici del Matese, e la Bojano nuova, costruita nella piana. Lungo il tracciato dell'attuale Corso Umberto passa il tratturo Pescasseroli-Candela. Nell'architettura attuale sono poche le tracce del suo passato nelle epoche sannita e romana (si possono vedere resti di fortificazioni sannitiche sul Monte Crocella e l'imponente decumano romano di epoca imperiale a lato del corso del Calderari, ma per la quasi totalità l'abitato romano e sannita si trova al di sotto dell'attuale livello della città e non è stato oggetto di scavo), mentre notevoli sono le testimonianze della storia cristiana.
Essendo stata sede una delle prime diocesi cristiane la cittadina può contare circa quaranta chiese divise in sei parrocchie. La concattedrale dedicata a San Bartolomeo risale all'XI secolo (probabilmente costruita su una precedente chiesa cattedrale o frutto di un suo ampliamento) ma è stata più volte distrutta da eventi naturali (terremoti, alluvioni) o bellici. Interessante l'abside normanno, nella cripta al di sotto dell'altare attuale, esempio unico di un particolare simbolismo che lo vedeva edificato su una sorgente. Le mura perimetrali usano materiali di recupero di epoca romane e le numerose ricostruzioni sono evidenti quando si osserva il vecchio portale di ingresso, murato in quella che è attualmente una parete laterale. Notevoli i dipinti di Gioia e i recenti affreschi. Sono presenti a lato dell'Antica Cattedrale nei cosiddetti "giardinetti" misure medievali che servivano per misurare i cereali e i prodotti agroalimentari.
Presso la chiesa dei Santi Erasmo e Martino sono custoditi frammenti di opere romaniche; importanti sono il portale gotico e le tre bifore della facciata, una delle quali contiene una figura umana che mantiene in mano una corda che gli scavalca il corpo.

### I dintorni
Sulla montagna, a 1.025 m s.l.m., si trova l'eremo di Sant'Egidio (in cui la tradizione vuole abbia vissuto il santo che si alimentava del latte di una cerva) del IX secolo, la cui ricorrenza del 1º settembre è vista come una vera e propria seconda festa patronale dai bojanesi e in cui migliaia di persone dalle zone circostanti si recano per la Festa della montagna.
A Civita Superiore, oltre alla caratteristica struttura del borgo medioevale, sono visibili tratti delle fortificazioni di epoca altomedioevale e i ruderi del castello normanno, quasi interamente crollato a causa del terremoto del Molise del 1805; entrambi sono in stato piuttosto degradato a causa dell'incuria.

## Economia
Attualmente il comune di Bojano ha un'economia molto variegata. Se il ruolo di centro principale dell'area matesina ne fa un centro di una certa rilevanza amministrativo-commerciale, hanno una notevole importanza nell'economia cittadina il settore agricolo nonché la presenza di numerose industrie: si trovano a Bojano la sede principale del colosso agroalimentare Arena, l'industria edile Leca-Laterlite, la fabbrica di strumenti musicali Jim Reed, liuteria di Camillo Perrella, ed è degna di nota la presenza, al di fuori del territorio comunale ma a pochissimi chilometri, della zona industriale Campobasso-Bojano.
Un discorso a parte merita il settore lattiero-caseario: la cittadina è famosa in vaste zone d'Italia per le produzioni del settore e in particolare per quella delle mozzarelle di latte vaccino, sebbene il nome sia abusato per l'assenza di una denominazione protetta. Il settore turistico è relativamente sviluppato; si hanno presenze notevoli solo nel periodo estivo e in quello invernale (per via della vicinissima stazione sciistica di Campitello Matese). Nelle zone montuose ancora sopravvivono piccoli gruppi che si dedicano all'allevamento o alla pastorizia. Anche l'artigianato non è del tutto scomparso, e si distingue per la lavorazione del cuoio e per quella della canapa, quest'ultima finalizzata alla produzione di corde e di funi.

## Amministrazione
Di seguito è presentata una tabella relativa alle amministrazioni che si sono succedute in questo comune.
| Periodo           | Periodo           | Primo cittadino       | Partito                       | Carica      | Note |
| ----------------- | ----------------- | --------------------- | ----------------------------- | ----------- | ---- |
| 6 giugno 1993     | 27 aprile 1997    | Luigi Amorosa         | Lista civica                  | Sindaco     |      |
| 27 aprile 1997    | 13 maggio 2001    | Roberto Colalillo     | Alleanza Nazionale            | Sindaco     |      |
| 13 maggio 2001    | 29 maggio 2006    | Roberto Colalillo     | Lista civica                  | Sindaco     |      |
| 29 maggio 2006    | 16 maggio 2011    | Antonio Silvestri     | lista civica                  | Sindaco     |      |
| 16 maggio 2011    | 5 giugno 2016     | Antonio Silvestri     | lista civica Bojano Unita     | Sindaco     |      |
| 5 giugno 2016     | 16 settembre 2019 | Marco Di Biase        | lista civica Bojano Futura    | Sindaco     |      |
| 16 settembre 2019 | 21 settembre 2020 | Pierpaolo Pigliacelli |                               | Comm. pref. |      |
| 21 settembre 2020 | in carica         | Carmine Ruscetta      | lista civica Benvenuta Bojano | Sindaco     |      |

## Sport
L'impianto sportivo principale della città è lo stadio Adriano Colalillo, con una capienza di circa 3 368 spettatori.
A Bojano ha sede l'Unione Sportiva Bojano Calcio (Eccellenza Molise) e ha avuto sede il Monti del Matese Bojano, società di calcio femminile che ha militato una stagione in Serie A prima di cessare l'attività agonistica.